# Cerkiew św. Mikołaja w Kožuchovcach
Cerkiew św. Mikołaja w Kožuchovcach – drewniana greckokatolicka cerkiew filialna zbudowana w 1741 w miejscowości Kožuchovce, przeniesiona w 1927 do Muzeum Wschodniosłowackiego w Koszycach.
Obecnie nieczynna kultowo.

## Historia
Niepewna jest data powstania świątyni. Według tradycji zbudowano ją w latach 1741. W 1785 wykonano polichromię wnętrz. W latach 1925–27 przeniesiona do Koszyc. Polichromia restaurowana w 1928, a świątynia w latach 1958–59.

## Architektura i wyposażenie
Jest to budowla drewniana konstrukcji zrębowej, trójdzielna. Nawa kwadratowa, węższe prezbiterium zamknięte prostokątnie. Babiniec węższy od nawy, szerszy od prezbiterium. Wieża słupowo-ramowa o pochyłych ścianach, której jedna para słupów posadowiona w babińcu druga w otwartym przedsionku, zakończona izbicą ze smukłym hełmem namiotowym, zakończonym cebulasto. Nad nawą kopuła namiotowa z uskokiem, nad prezbiterium z dwoma uskokami, nad babińcem faseta. Zwieńczenia obu kopuł zbliżone do hełmu wieży. 

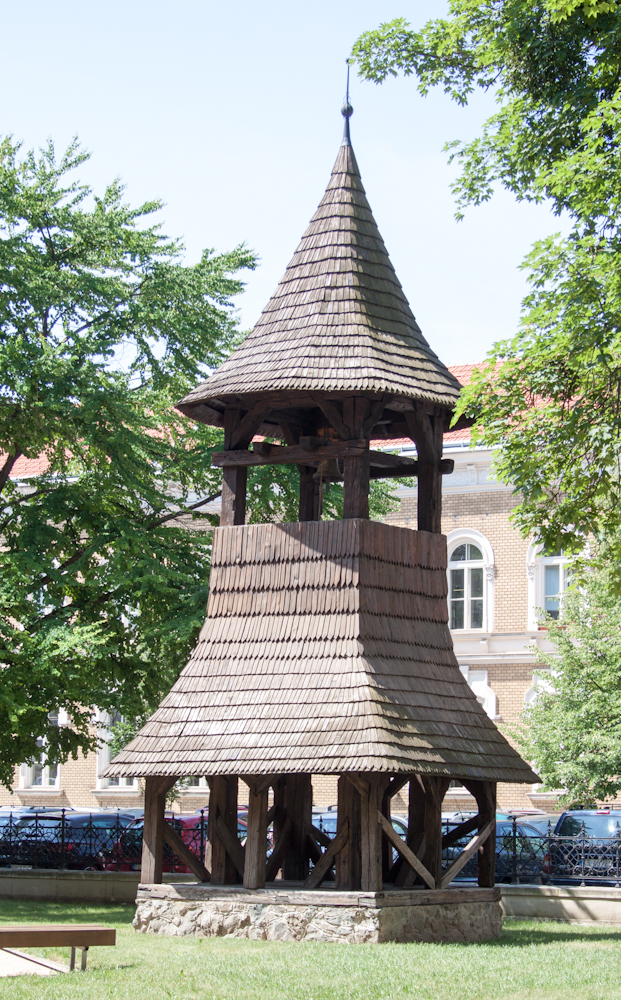
Dzwonnica
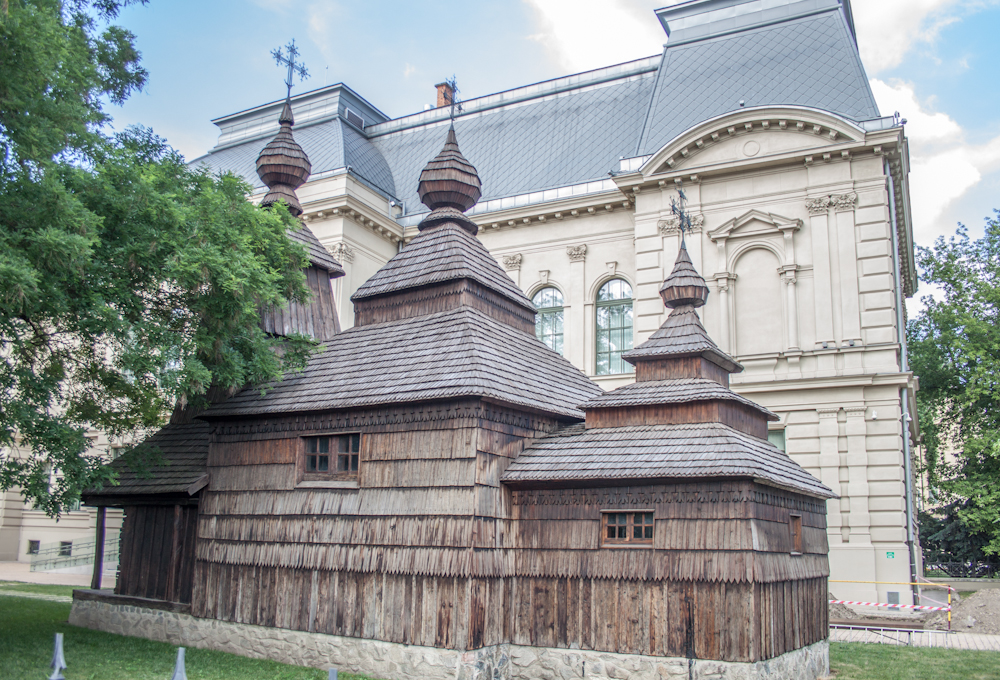
Elewacja boczna
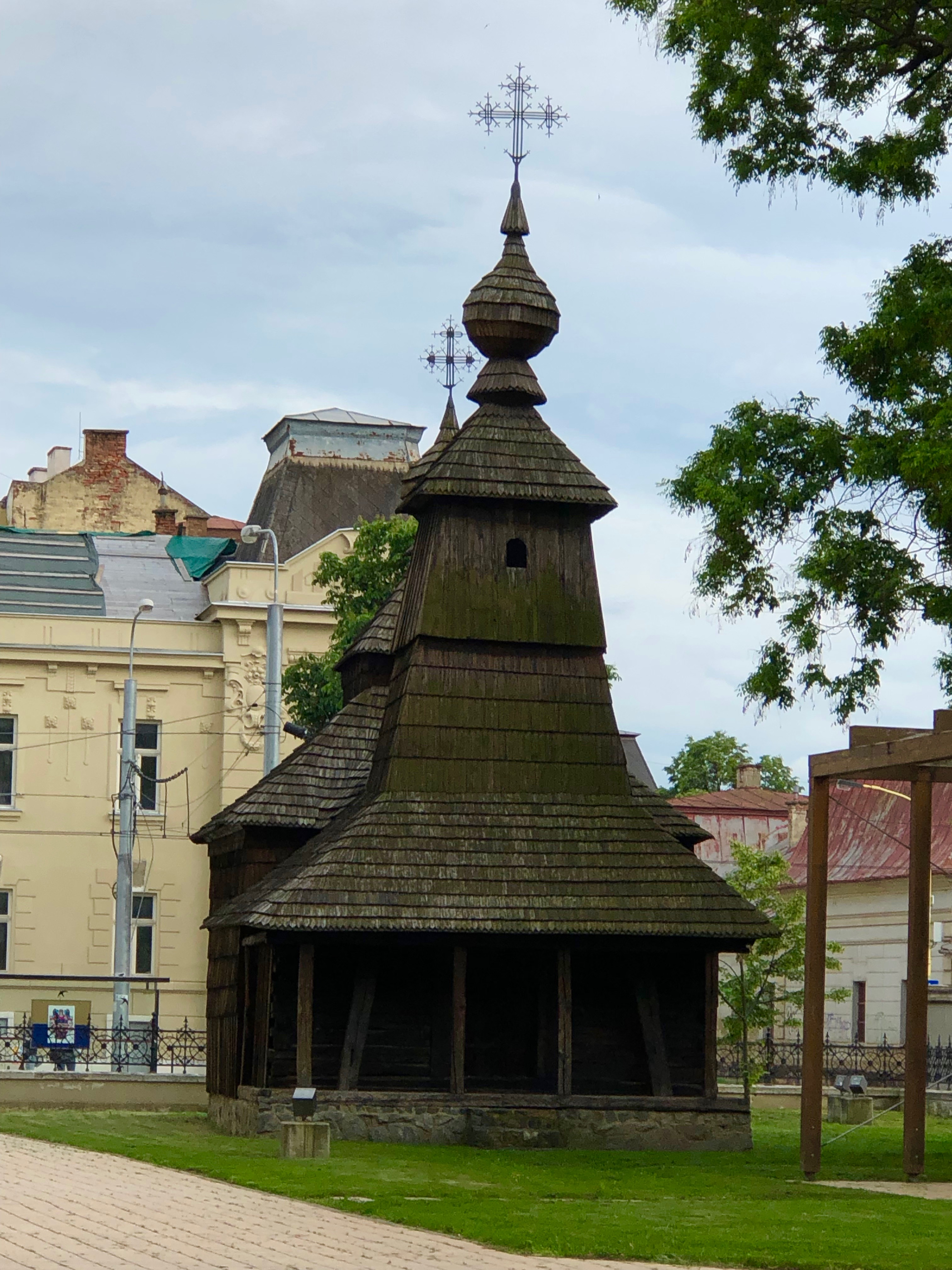
Elewacja frontowa

Wewnątrz polichromia figuralna z wizerunkami Sądu Ostatecznego, Golgoty, Zmartwychwstania i Adama i Ewy w Raju. Wnętrze bez wyposażenia, a pochodzące z cerkwi ikony znajdują się muzeum w Koszycach.

## Otoczenie
Obok cerkwi znajduje się wolnostojąca ośmioboczna drewniana dzwonnica z początku XIX w., przeniesiona tu w 1929 ze wsi Asvány koło Użhorodu. Jej podobizna uwieczniona została na słowackiej monecie 10-halerzowej.